# نصیر تپه سی
نصیر تپه سی مربوط به دوره اشکانیان است و در شهرستان گرمی، بخش مرکزی، دهستان اجارودشمالی، روستای صغیر لی واقع شده و این اثر در تاریخ ۱۲ شهریور ۱۳۸۶ با شمارهٔ ثبت ۱۹۴۰۱ به‌عنوان یکی از آثار ملی ایران به ثبت رسیده است.